# Pan Samochodzik i człowiek z UFO
Pan Samochodzik i człowiek z UFO (w późniejszych wydaniach Pan Samochodzik i Nieśmiertelny) – powieść dla młodzieży autorstwa Zbigniewa Nienackiego, wydana po raz pierwszy w roku 1985. Utwór wchodzi w skład cyklu Pan Samochodzik, opisującego przygody historyka sztuki - detektywa noszącego to przezwisko. Opowiada o poszukiwaniach złotych przedmiotów skradzionych z kolumbijskiego Muzeum Złota w Bogocie. Bohaterowi pomagają w tym przyjaciele, m.in. Ralf Dawson i Teresa van Hagen. Ta książka jest jedyną z serii Pan Samochodzik i... autorstwa Zbigniewa Nienackiego, której akcja toczy się poza Europą.
Powieść była początkowo opublikowana w odcinkach w Płomyku w 1983 roku, z ilustracjami Antoniego Chodorowskiego.

## Opis fabuły
W tej powieści Pan Samochodzik, wraz ze swoją nową sekretarką i dyrektorem Marczakiem, przybywa do Bogoty, by wygłosić referat na temat gangów złodziei sztuki, jednak większość zebranych nie popiera jego stanowiska. W tym czasie z Muzeum Złota skradziono cenne eksponaty. Pan Samochodzik musi współpracować ze swoją sekretarką, panną Florentyną, Ralfem Dawsonem, podającym się za przybysza z przyszłości, który dotarł do naszych czasów statkiem UFO i mającym tajemniczą moc, oraz jego przyjaciółmi.

## Wydania
- I - Instytut Wydawniczy "Nasza Księgarnia", Warszawa 1985, 282 ss.
- II - Wydawnictwo Pojezierze, Olsztyn 1987 tom 12 tzw. "Białej serii"
- Wydawnictwo Pojezierze, Olsztyn 1988, 323 ss.
- Wydawnictwo Siedmioróg, Wrocław 2012, 368 ss.
- Wydawnictwo Edipresse-Kolekcje SA, Warszawa 2015 (w serii: Klub Książki Przygodowej tom 12; ISBN 978-83-7989-758-2)